# L’Aiguillon-la-Presqu’île
L’Aiguillon-la-Presqu’île ist eine französische Gemeinde mit 2.808 Einwohnern (Stand 1. Januar 2022) im Département Vendée in der Region Pays de la Loire. Die Gemeinde gehört zum Arrondissement Les Sables-d’Olonne und zum Kanton Mareuil-sur-Lay-Dissais.
Sie entstand mit Wirkung vom 1. Januar 2022 als Commune nouvelle durch Zusammenlegung der bis dahin selbstständigen Gemeinden L’Aiguillon-sur-Mer und La Faute-sur-Mer, die fortan den Status von Communes déléguées besitzen. Der Verwaltungssitz befindet sich in L’Aiguillon-sur-Mer.

## Gemeindegliederung
| Commune déléguée                      | Ehemaliger INSEE-Code | PLZ   | Fläche (km²) | Einwohnerzahl (2022) |
| ------------------------------------- | --------------------- | ----- | ------------ | -------------------- |
| L’Aiguillon-sur-Mer (Verwaltungssitz) | 85001                 | 85460 | 10,17        | 2.084                |
| La Faute-sur-Mer                      | 85307                 | 85460 | .07,26       | 724                  |

## Geographie
L’Aiguillon-la-Presqu’île liegt am südlichen Rand des Départements an der Atlantikküste in der Landschaft des Poitou ca. 38 Kilometer südlich von La Roche-sur-Yon und 23 Kilometer nordwestlich von La Rochelle.
Umgeben wird die Gemeinde von den drei Nachbargemeinden:
|                    | Grues                                       |                        |
| La Tranche-sur-Mer | Kompassrose, die auf Nachbargemeinden zeigt | Saint-Michel-en-l’Herm |
| Atlantischer Ozean | Atlantischer Ozean                          | Atlantischer Ozean     |

Der Küstenfluss Lay mündet hier in den Atlantischen Ozean. Das Gemeindegebiet liegt im Regionalen Naturpark Marais Poitevin.

## Sehenswürdigkeiten
| Name                 | Ort                 | Bemerkungen                 | Bild |
| -------------------- | ------------------- | --------------------------- | ---- |
| Kirche Saint-Nicolas | L’Aiguillon-sur-Mer | Fertigstellung 18. Mai 1839 |      |

### Verkehr

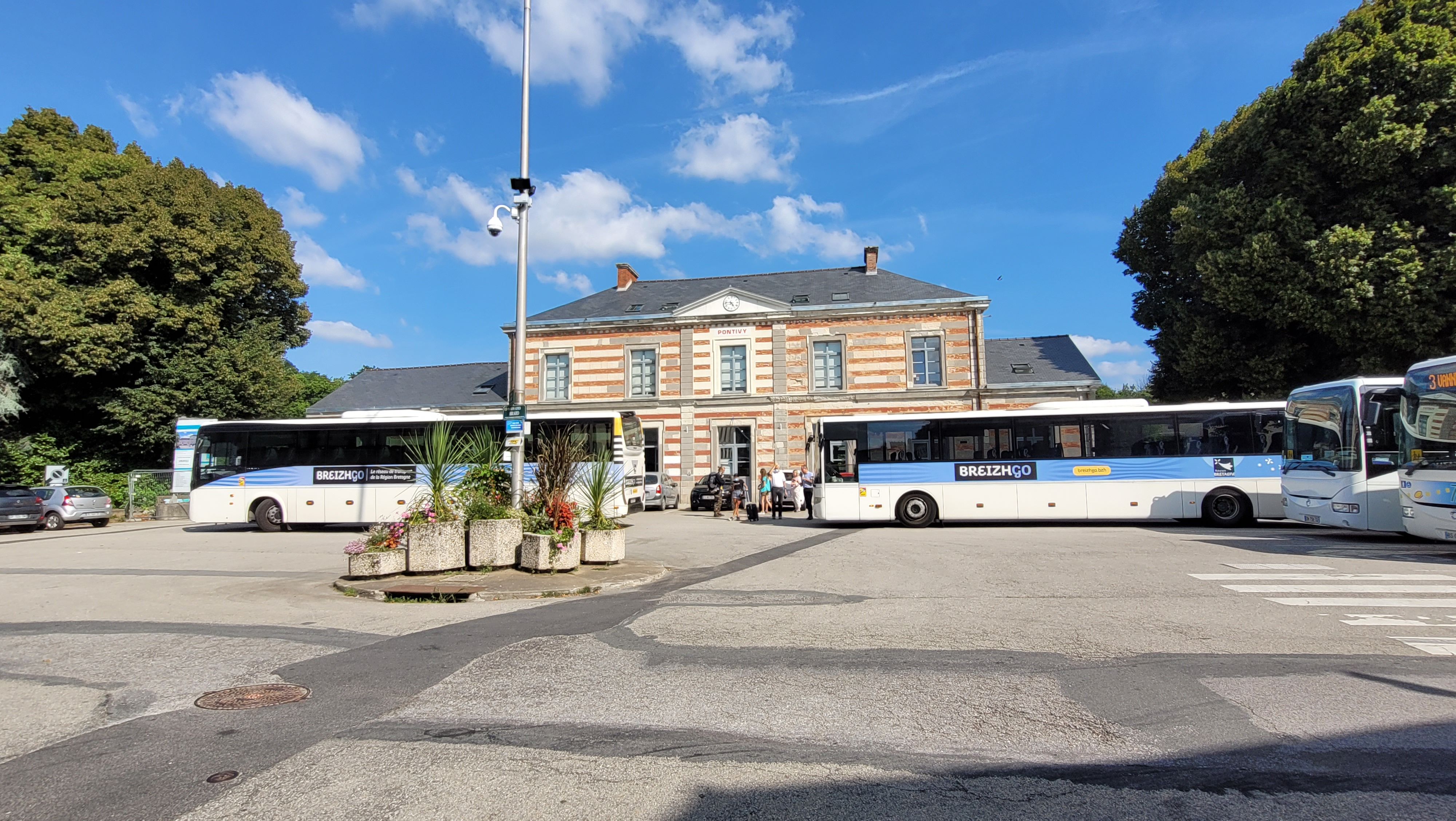
Busbahnhof in Pontivy

L’Aiguillon-la-Presqu’île ist erreichbar über Routes départementales und lokalen Straßen, die von der Route départementale 46, der ehemaligen Route nationale 746, abzweigen.
Zwei Buslinien des öffentlichen Personenverkehrs der Region Pays de la Loire, Aléop, verbindet die Gemeinde in nördlicher Richtung mit Les Sables-d’Olonne, in nördlicher Richtung mit La Roche-sur-Yon und in nordöstlicher Richtung mit Luçon und realisieren somit den Anschluss an das Bahnfernverkehrsnetz.